# Fausto (ballet)
Fausto es un ballet en tres actos y siete escenas, con coreografía y libreto de Jules Perrot y música de Giacomo Panizza, Michael Costa y Niccolò Bajetti, presentado por primera vez por el Ballet del Teatro alla Scala el 12 de febrero de 1848 en Milán, con Fanny Elssler (como Marguerite), Jules Perrot (como Mefistófeles), Effisio Catte (como Fausto) y Ekaterina Costantini (como Bambo, Reina de los Demonios).

## Reposiciones
Perrot realizó una reposición para el Ballet de la Ópera de la Corte del Burgtheatre. Presentado por primera vez el 21 de junio de 1851 en Viena, Austria. Los bailarines principales fueron Fanny Elssler (como Marguerite) y Jules Perrot (como Mefistófeles). Esta producción fue montada especialmente para la actuación final de Fanny Elssler, quien se retiró del escenario poco después.
El 14 de febrero de 1854, Perrot realizó otra puesta en escena para el Ballet Imperial con una nueva adaptación a la partitura de Cesare Pugni. Presentado por primera vez en el Teatro Imperial Bolshoi Kamenny, San Petersburgo. Los bailarines principales fueron Guglielmina Salvioni (como Marguerite), Jules Perrot (como Mefistófeles) y Marius Petipa (como Fausto).
Marius Petipa realizó su versión para el Ballet Imperial con una nueva adaptación a la partitura de Cesare Pugni. Fue estrenado en el Teatro Imperial Bolshoi Kamenny, San Petersburgo, el 14 de noviembre de 1867. Los bailarines principales fueron Maria Surovshchikova-Petipa (como Marguerite) y Timofei Stukolkin (como Mefistófeles).

## Argumento
El doctor Fausto, queriendo la juventud eterna y el amor de Margarita, hace un hechizo para convocar Mefistófeles. Este ofrece cumplir sus deseos a cambio de la firma de un contrato, su alma a cambio de las peticiones. Para hacer que Margarita olvide a su amado Valentín, Mefistófeles la expone al poder de los Siete Pecados Capitales. Para que nadie interfiera con su amor, Margarita envenena a su propia madre, mientras que Fausto mata a Valentin. 
Margarita y Fausto enloquecen. Fausto entonces se vuelve contra Mefistófeles, pero el demonio simplemente se ríe y le muestra el contrato. En ese momento Fausto recibe la ayuda divina y desde el cielo aparece un fuego que incinera el documento y en ese mismo momento los espectros se desvanecen, mientras Fausto y Margarita se unen en el cielo.